# Liste der Nummer-eins-Hits der Billboard Mainstream Rock Songs (2000er Jahre)
Die Mainstream Rock Songs-Charts sind Musikcharts des Magazins Billboard, die Titel aus den Musikrichtungen Mainstream- und Active-Rock nach Radioübertragungen listen. Die Mainstream Rock Songs Charts wurden am 21. März 1981 erstmals veröffentlicht. Die folgende Liste zeigt die Titel an, die in den 2000er Jahren Platz eins erreichten. Zusätzlich wird der Titel hervorgehoben, der Platz eins der Jahrescharts belegte.
Nickelback hatten mit sieben Titeln die meisten Nummer-eins-Hits der Dekade, gefolgt von 3 Doors Down, Godsmack, Linkin Park, Puddle of Mudd und Three Days Grace mit jeweils fünf Titeln. Puddle of Mudd und Three Days Grace gelang es darüber hinaus noch, zweimal Platz eins in den Jahrescharts zu belegen.

## Legende
- Datum: Nennt das Datum, an dem der Titel Platz eins der Charts belegte.
- Titel: Nennt den Titel des Liedes. Gelb unterlegte Titel belegten Platz eins der Jahrescharts.
- Künstler: Nennt den Namen des Künstlers bzw. der Band
- Wochen: Nennt die Anzahl der Wochen, die der Titel Platz eins der Charts belegte.

## Übersicht

### 2000

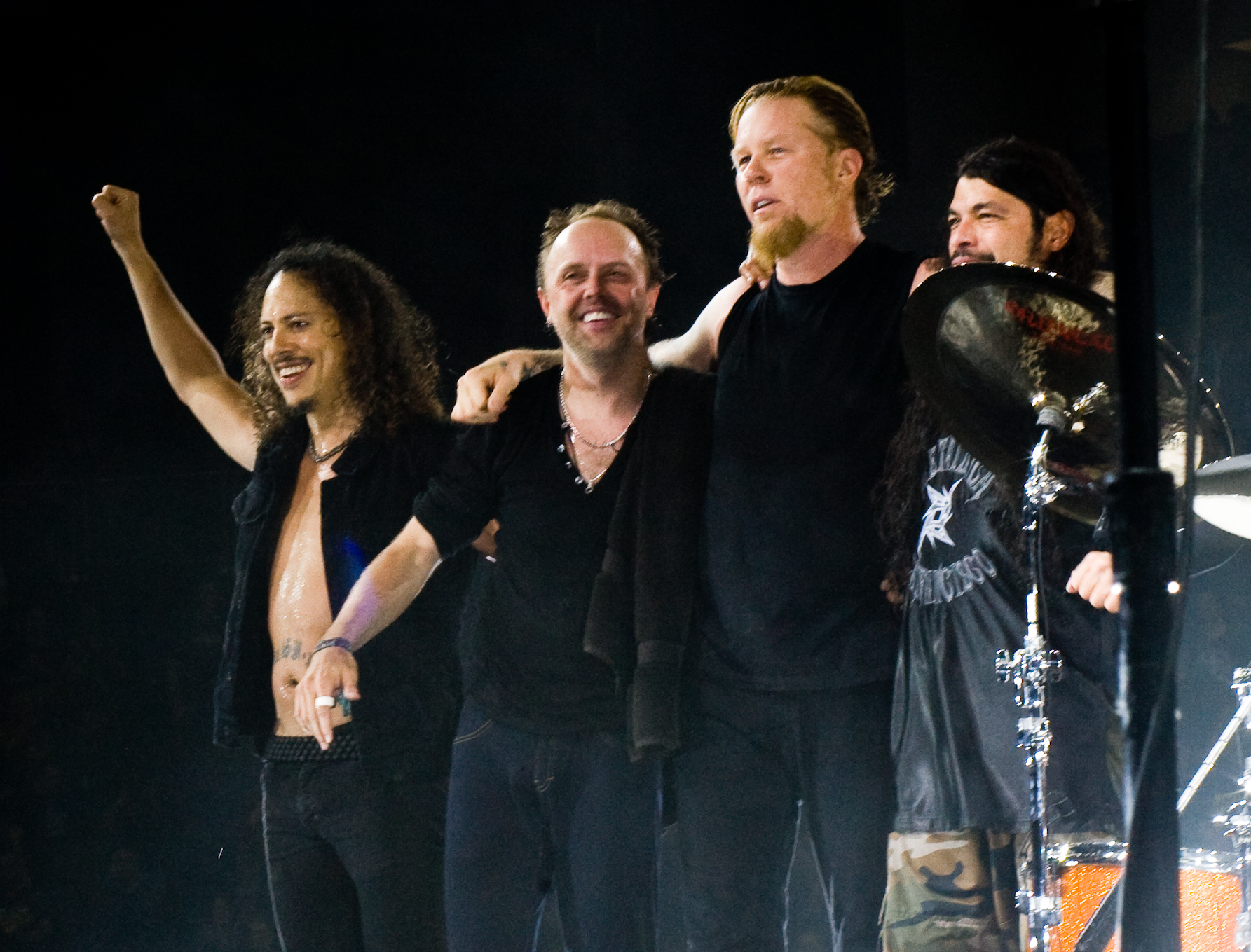
Metallica hatten die erste Nummer eins der Dekade

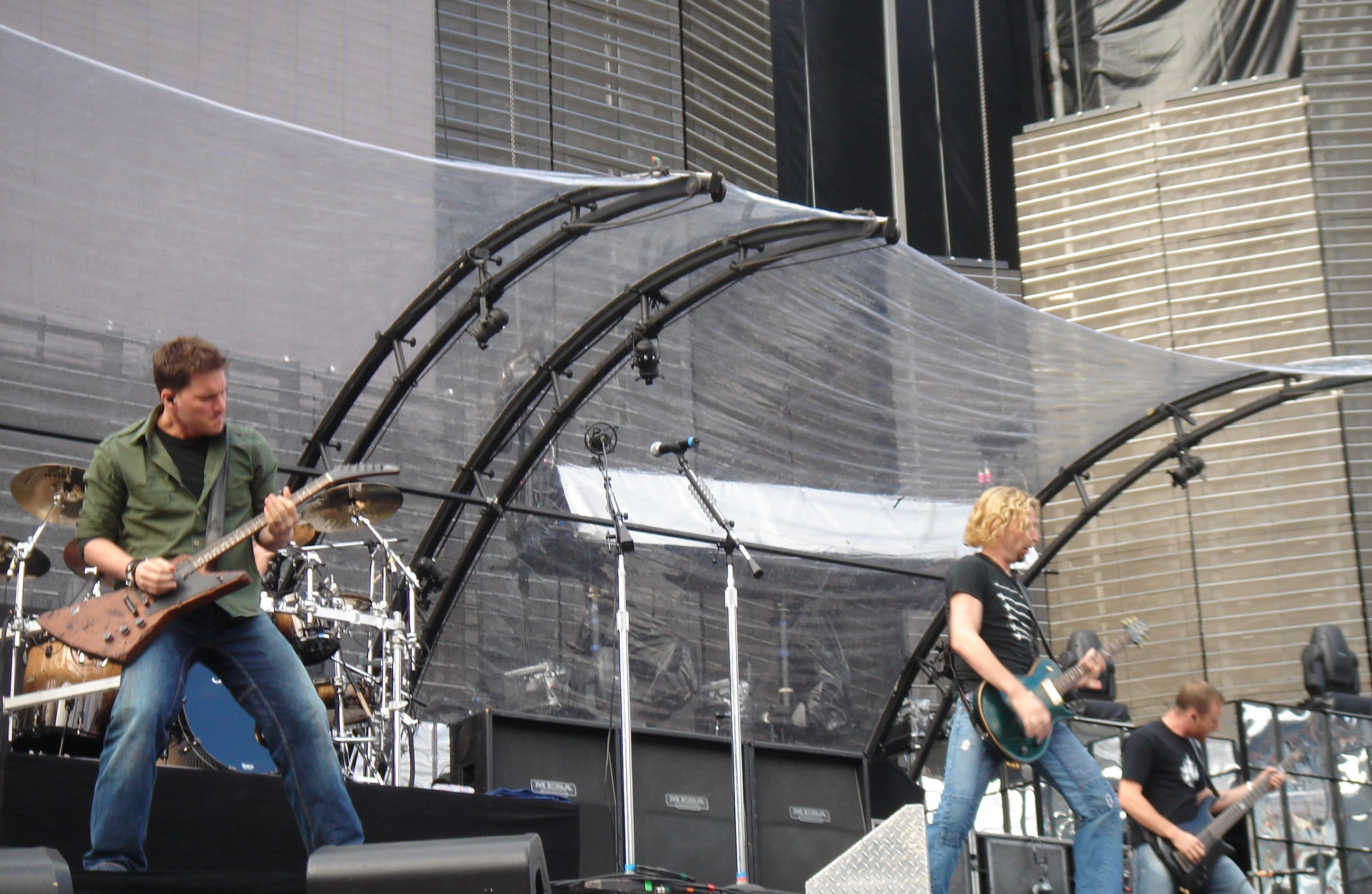
Nickelback hatten die meisten Nummer-eins-Hits der Dekade

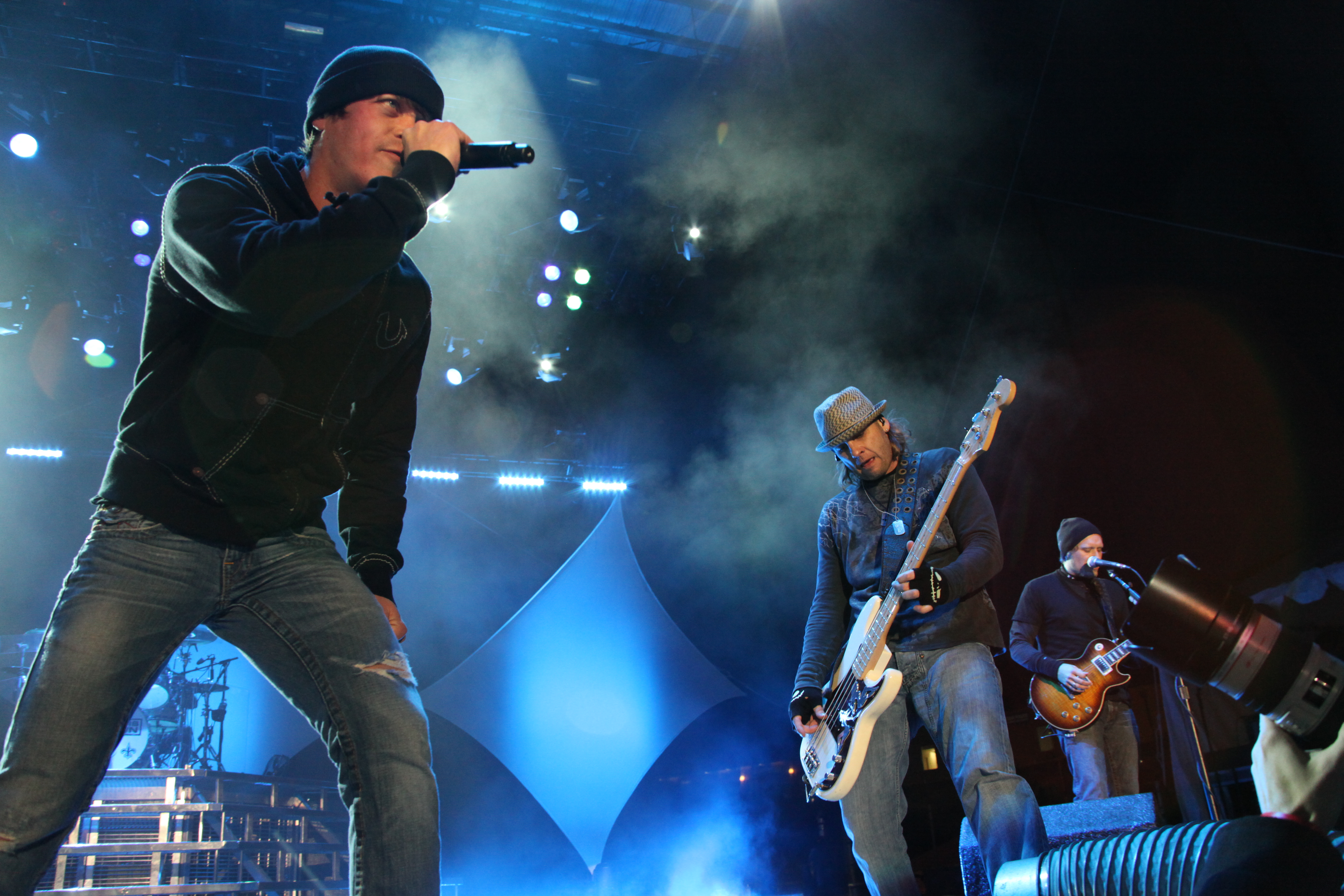
Loser von 3 Doors Down hielt sich mit 21 Wochen am längsten an der Chartspitze

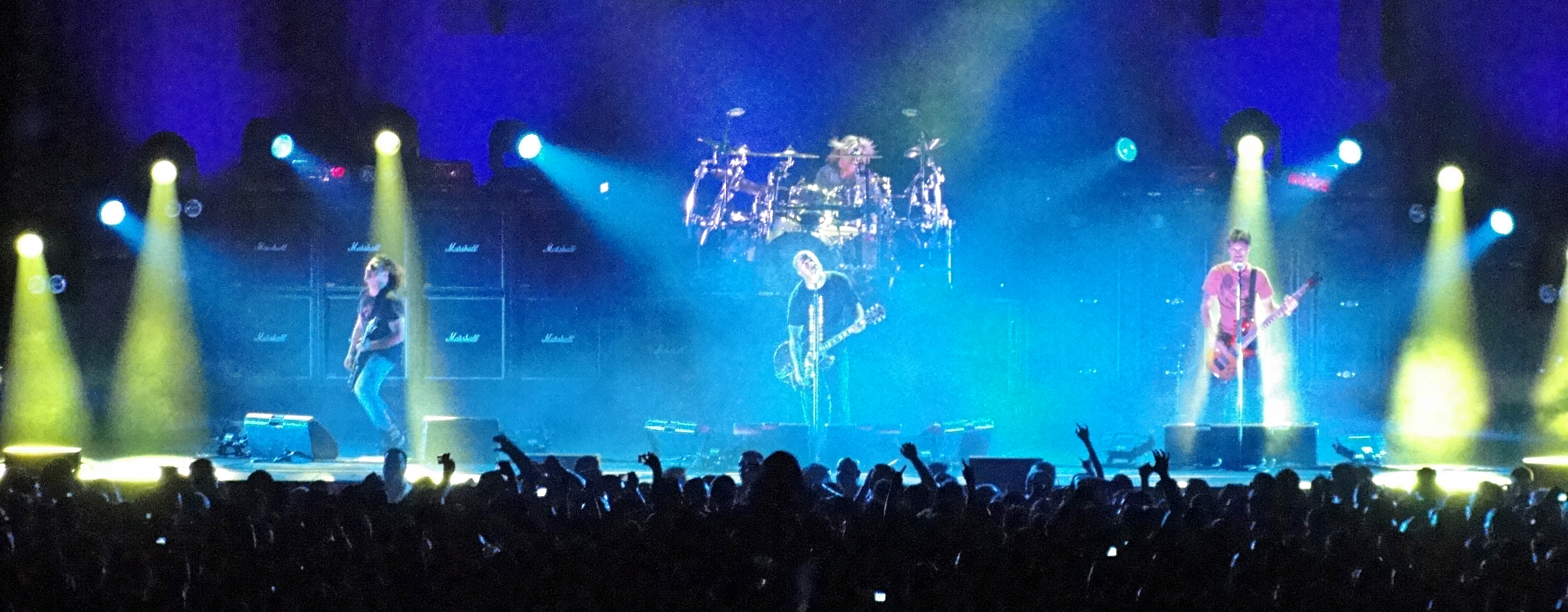
Gefolgt von It's Been Awhile von Staind, dass 20 Wochen auf Platz eins war

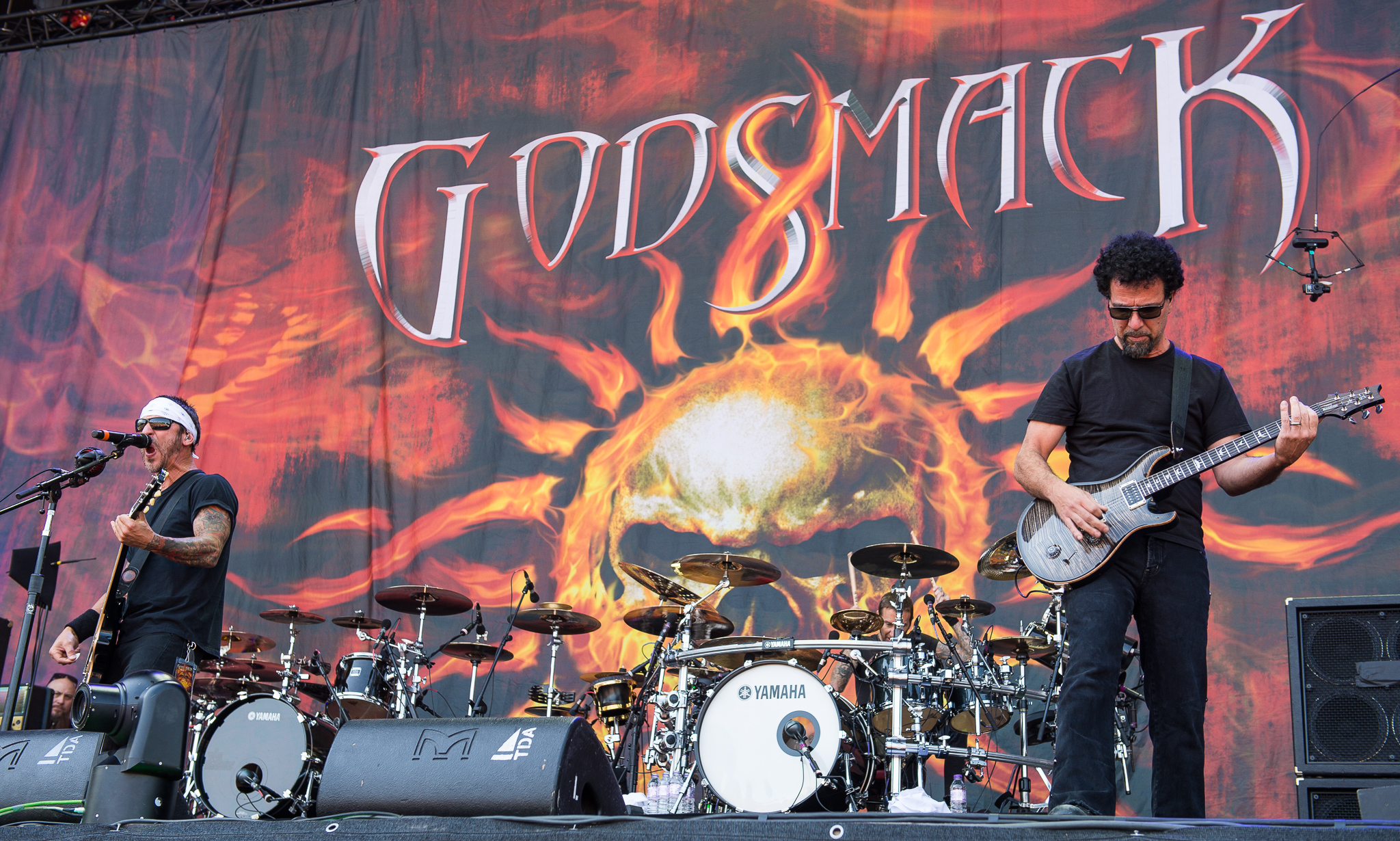
Fünf Nummer-eins-Hits hatten Godsmack...

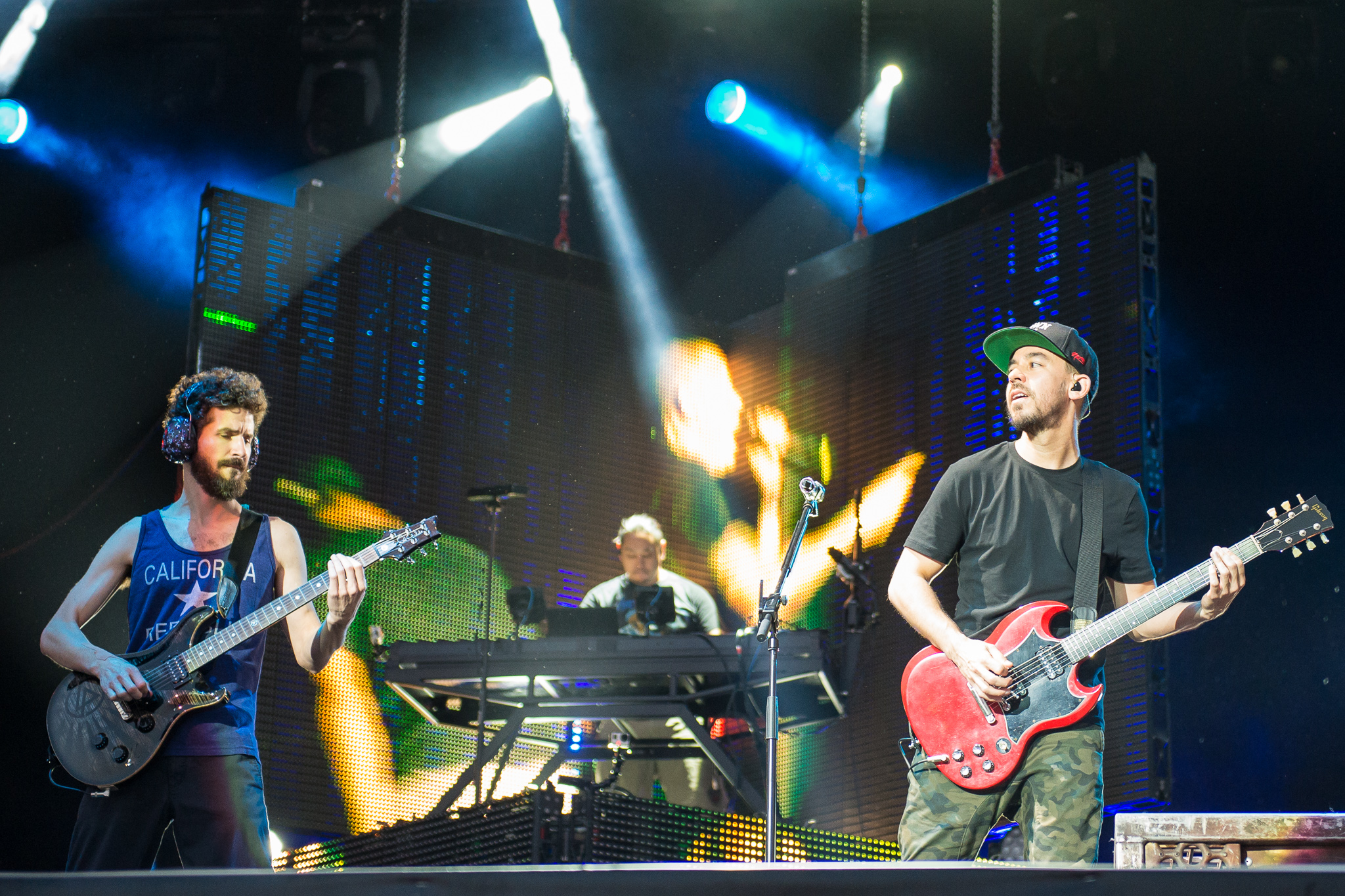
...Linkin Park...

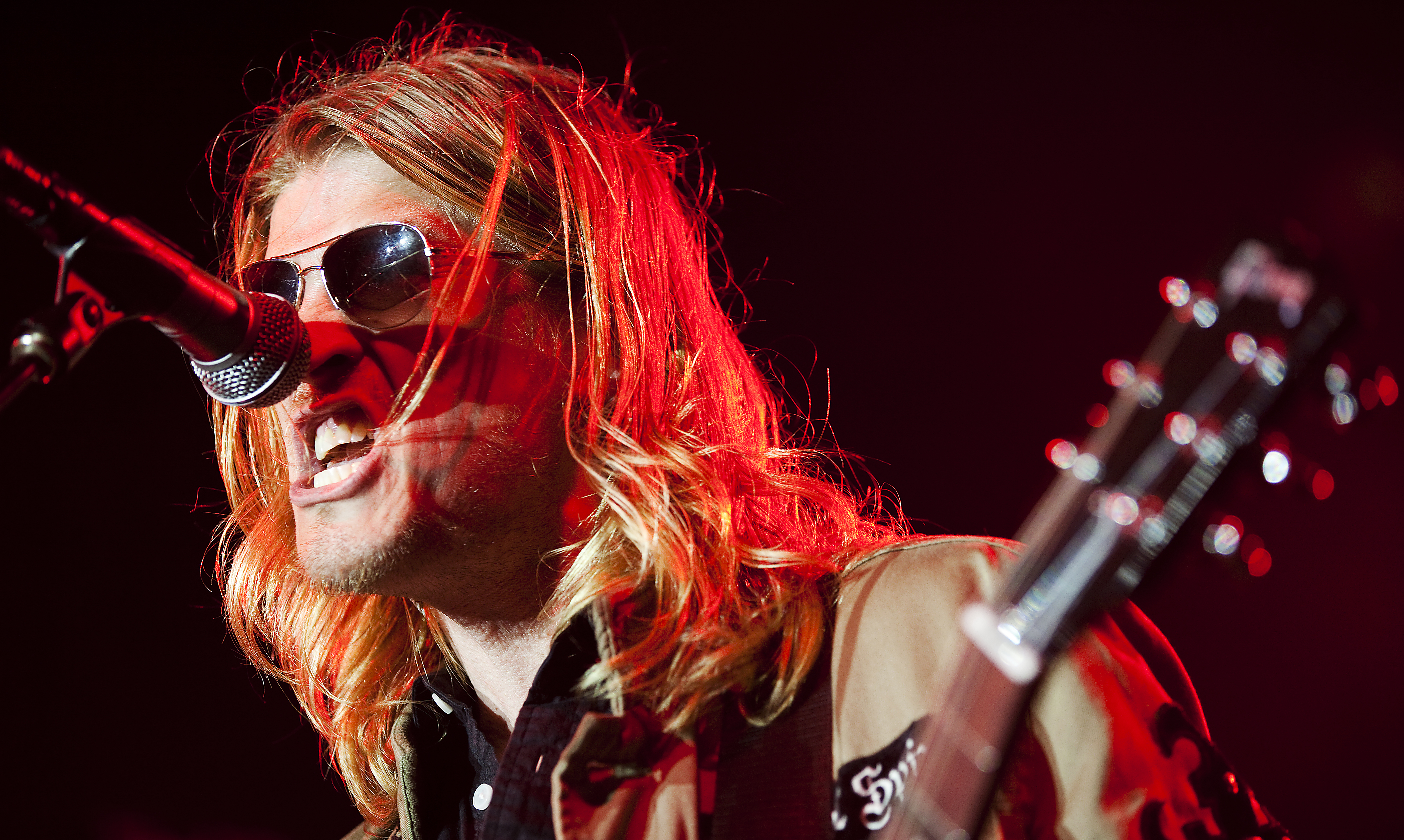
...Puddle of Mudd...

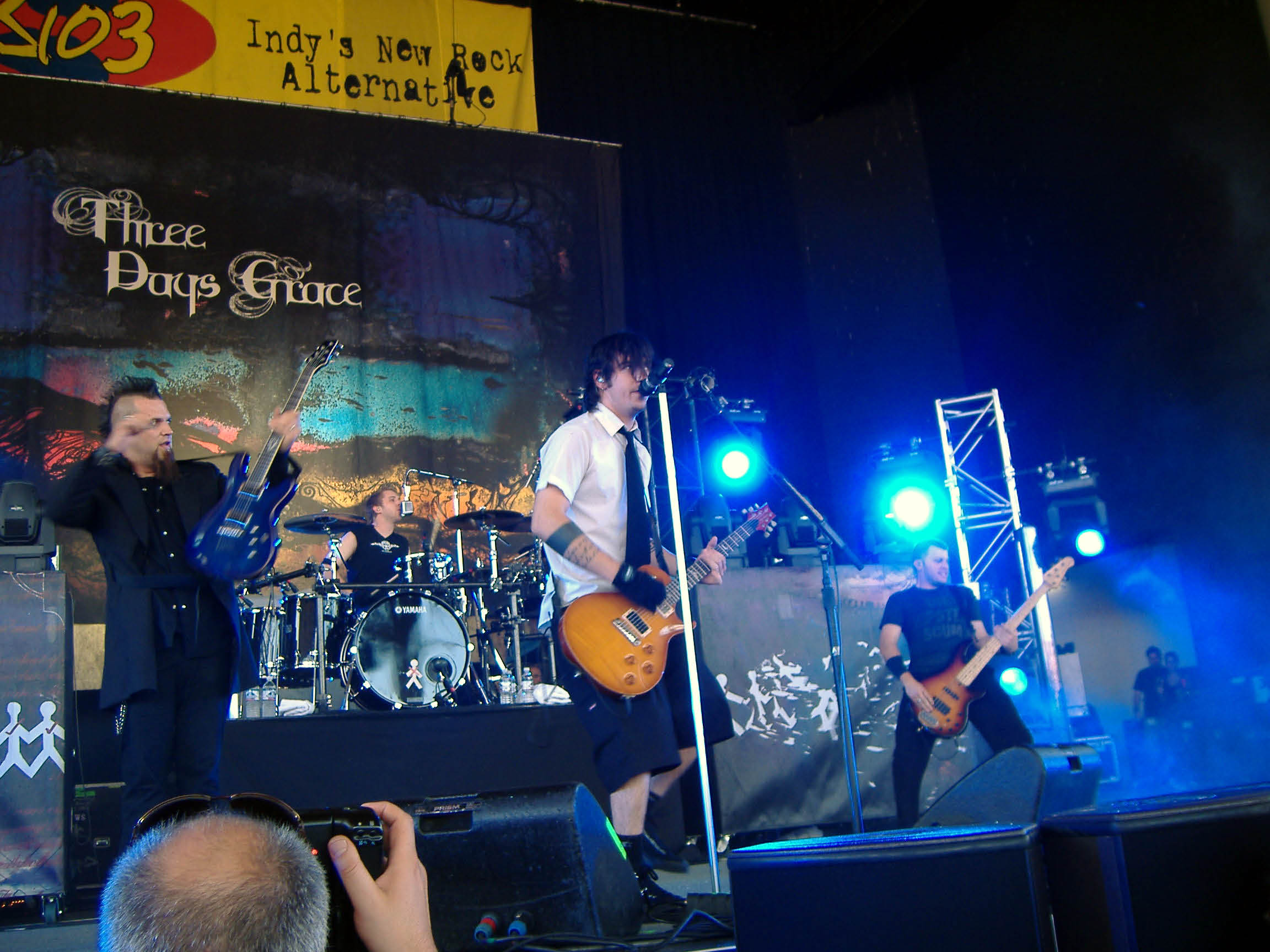
...und Three Days Grace

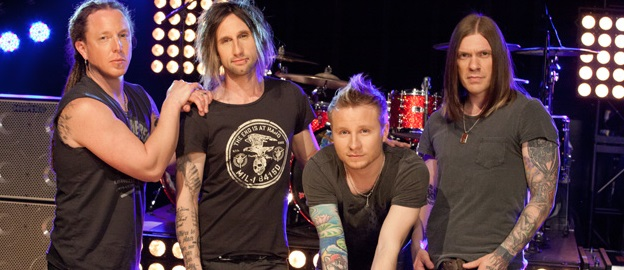
Shinedown hatten vier Nummer-eins-Hits

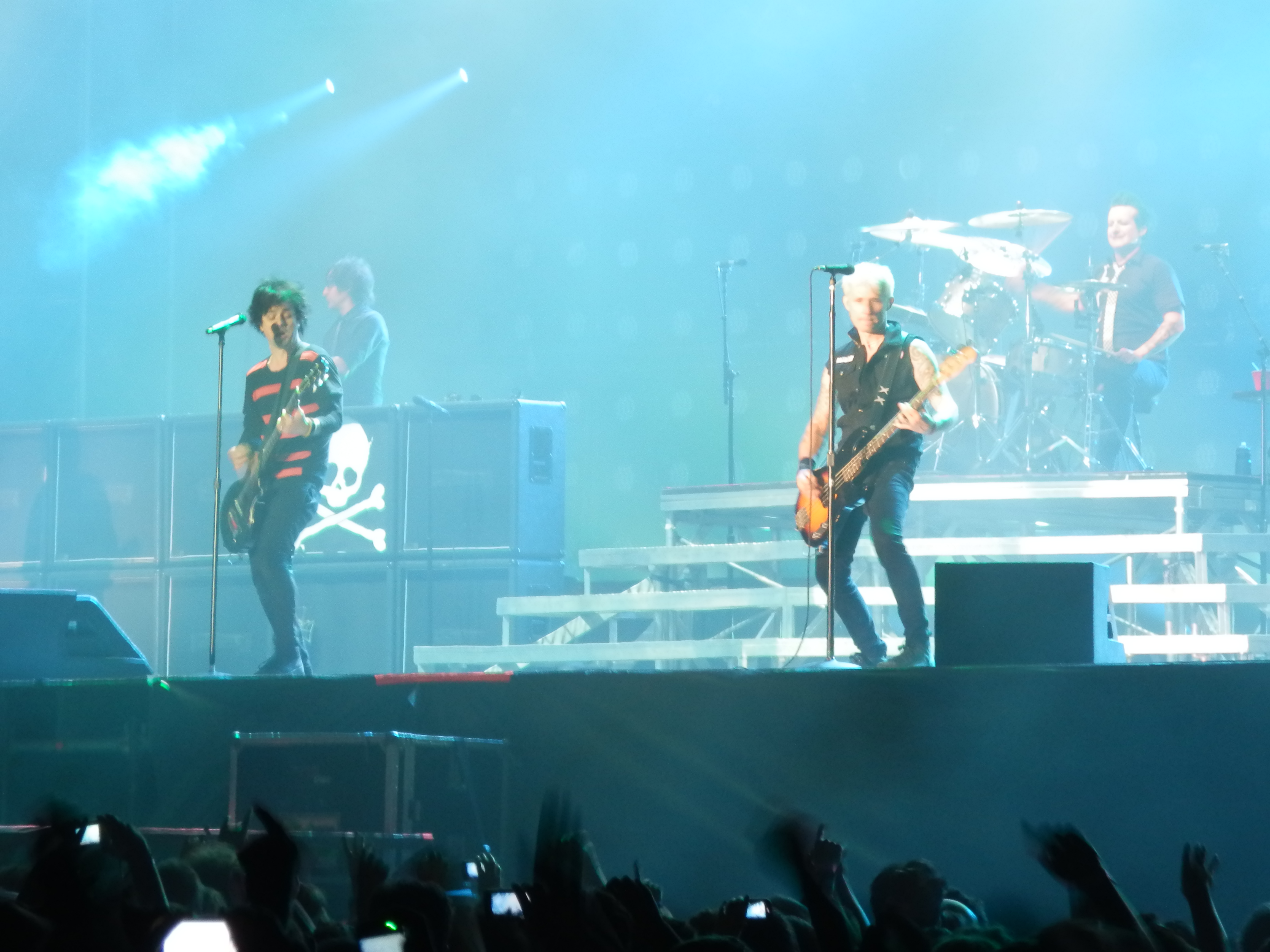
Drei Nummer-eins-Hits hatten Green Day...

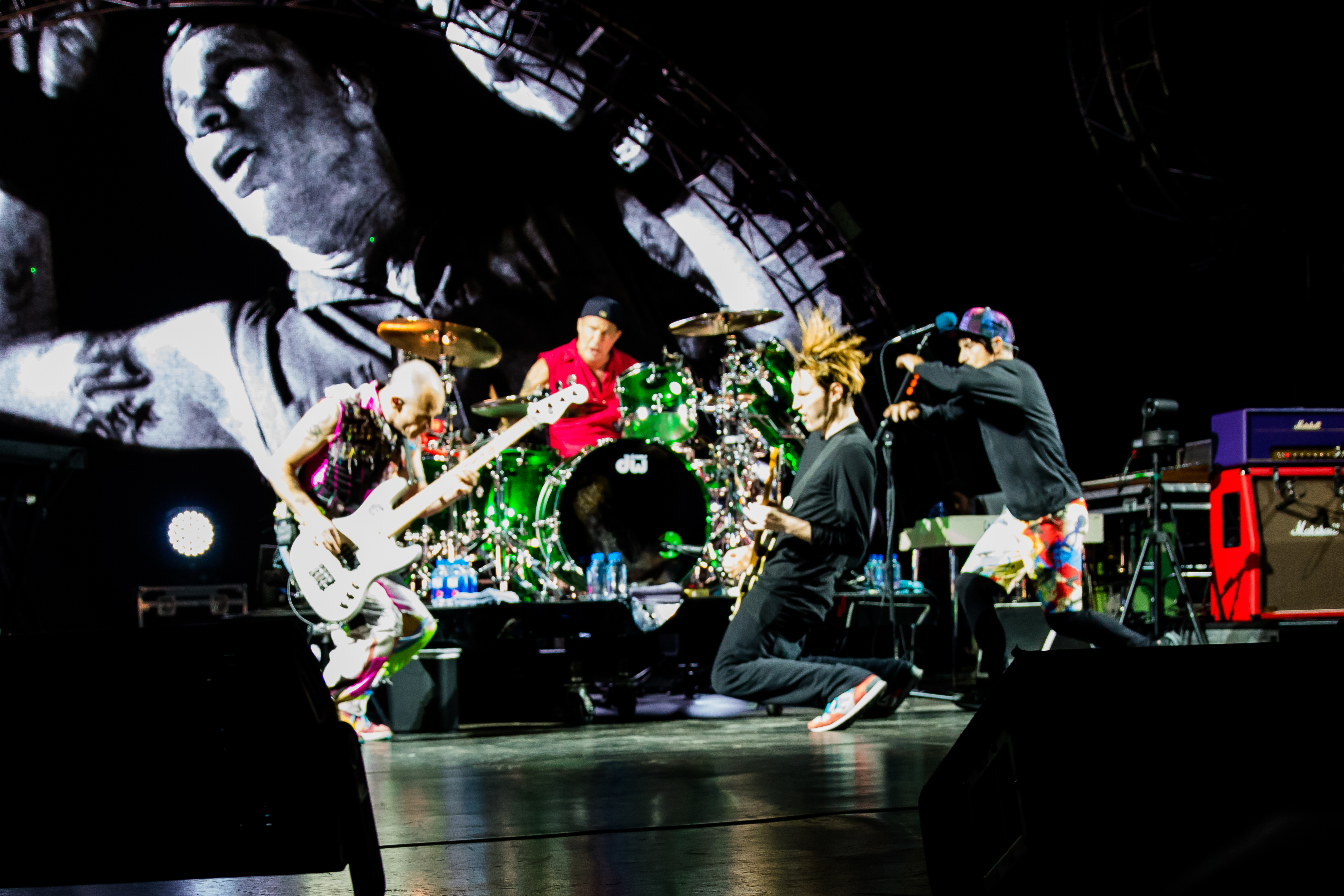
... und die Red Hot Chili Peppers...

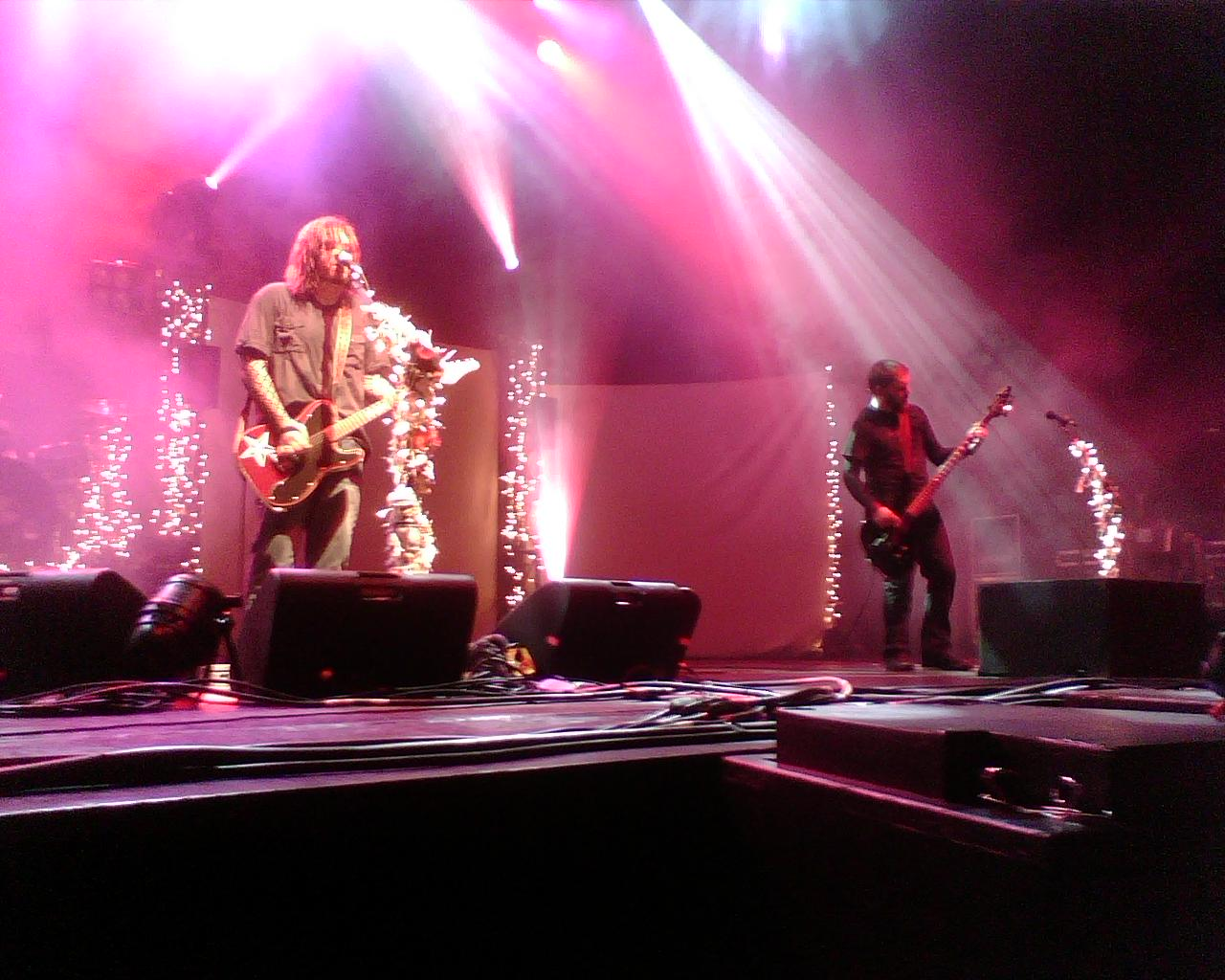
14 Wochen auf Platz eins war Fake It von Seether...

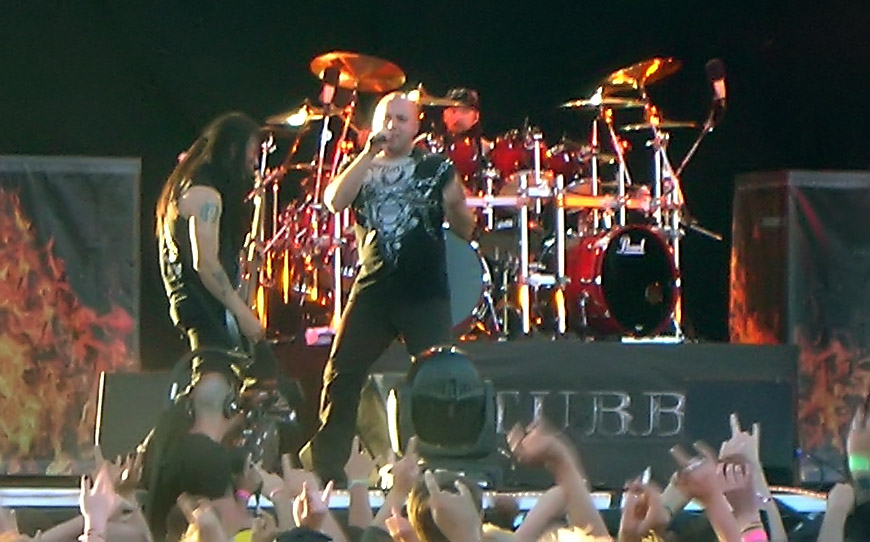
...und Inside the Fire von Disturbed

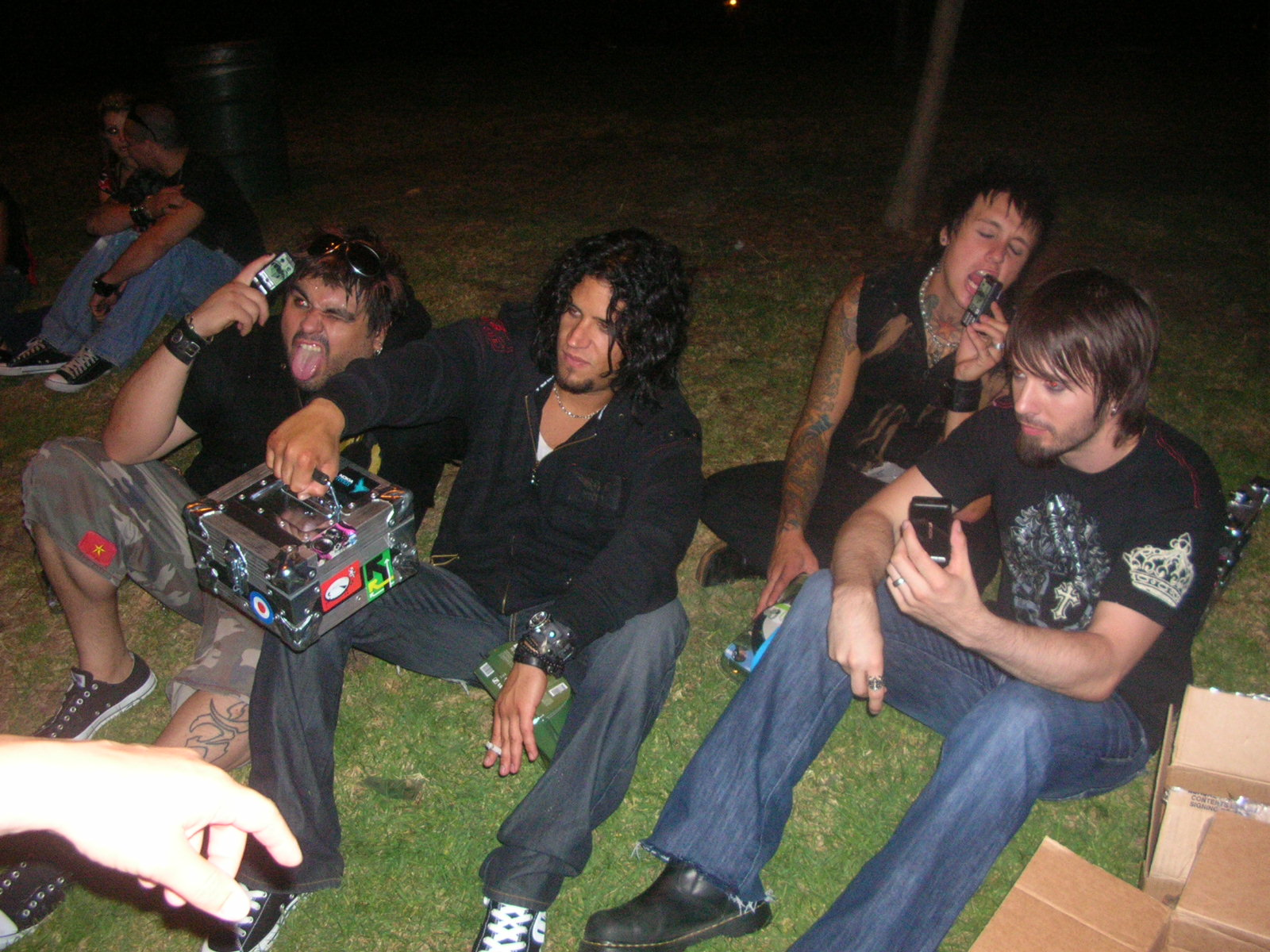
Papa Roach belegten 2007 Platz eins der Jahrescharts, obwohl Forever nie auf Platz eins der wöchentlichen Charts war

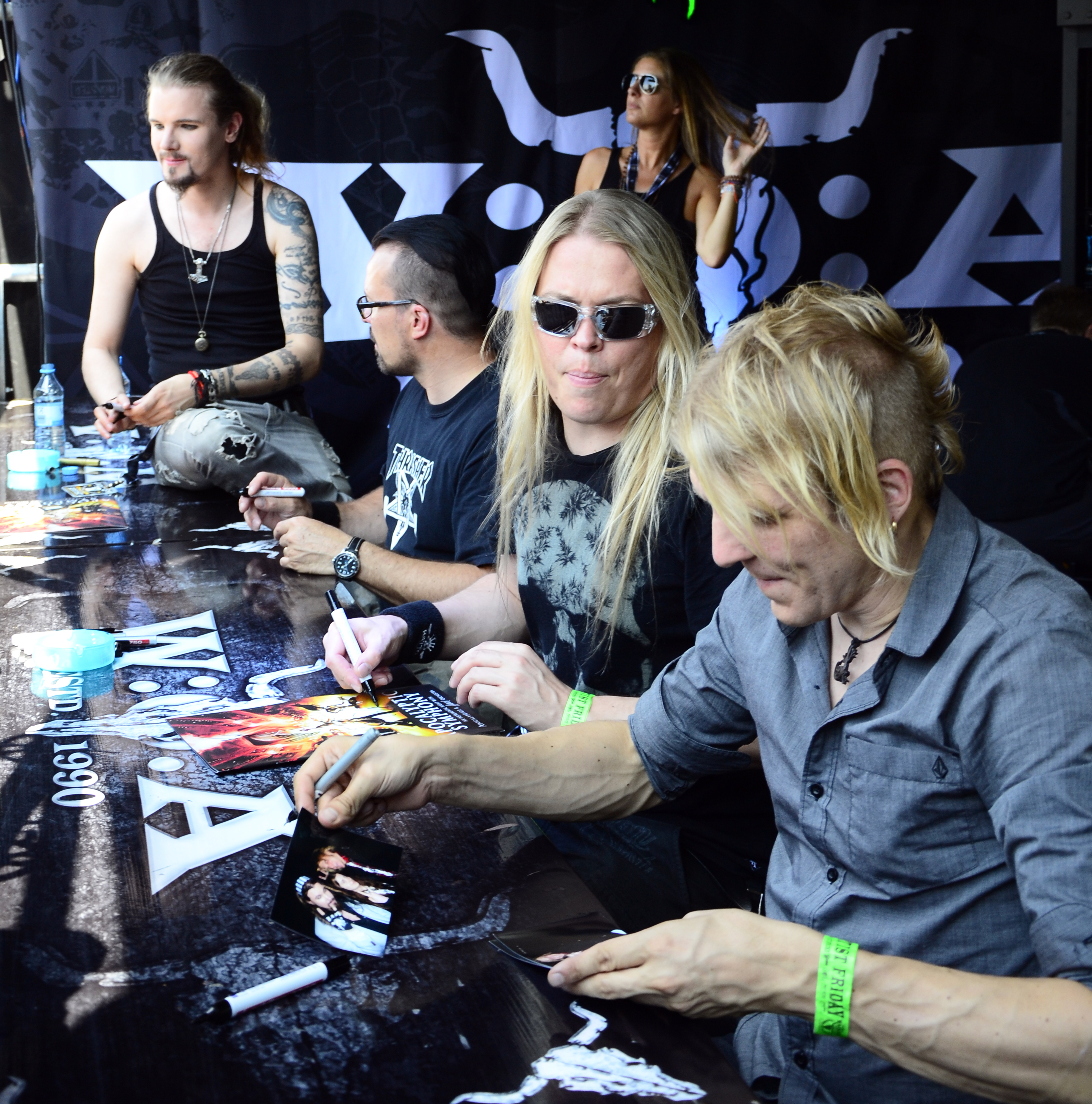
Apocalyptica schafften es als einzige europäische Band der Dekade auf Platz eins

| Datum        | Titel               | Künstler              | Wochen |
| ------------ | ------------------- | --------------------- | ------ |
| 22. Januar   | No Leaf Clover      | Metallica             | 7      |
| 11. März     | Stiff Upper Lip     | AC/DC                 | 4      |
| 8. April     | Kryptonite          | 3 Doors Down          | 9      |
| 10. Juni     | I Disappear         | Metallica             | 4      |
| 8. Juli      | With Arms Wide Open | Creed                 | 4      |
| 5. August    | I Disappear         | Metallica             | 3      |
| 26. August   | Californication     | Red Hot Chili Peppers | 2      |
| 9. September | Loser               | 3 Doors Down          | 21     |

### 2001
| Datum         | Titel             | Künstler                 | Wochen |
| ------------- | ----------------- | ------------------------ | ------ |
| 3. Februar    | Awake             | Godsmack                 | 1      |
| 10. Februar   | Jaded             | Aerosmith                | 5      |
| 17. März      | Outside           | Aaron Lewis & Fred Durst | 2      |
| 31. März      | Breakdown         | Tantric                  | 1      |
| 7. April      | Duck and Run      | 3 Doors Down             | 3      |
| 28. April 28  | It's Been Awhile  | Staind                   | 20     |
| 15. September | How You Remind Me | Nickelback               | 13     |
| 15. Dezember  | My Sacrifice      | Creed                    | 9      |

### 2002
| Datum           | Titel                 | Künstler                       | Wochen |
| --------------- | --------------------- | ------------------------------ | ------ |
| 16. Februar     | Blurry                | Puddle of Mudd                 | 10     |
| 27. April       | Too Bad               | Nickelback                     | 3      |
| 18. Mai         | I Stand Alone         | Godsmack                       | 4      |
| 15. Juni        | Hero                  | Chad Kroeger feat. Josey Scott | 2      |
| 29. Juni        | Drift & Die           | Puddle of Mudd                 | 6      |
| 10. August      | By the Way            | Red Hot Chili Peppers          | 7      |
| 28. September   | Aerials               | System of a Down               | 1      |
| 5. Oktober      | Never Again           | Nickelback                     | 3      |
| 26. Oktober     | She Hates Me          | Puddle of Mudd                 | 1      |
| 2. November     | You Know You’re Right | Nirvana                        | 4      |
| 30. November 30 | When I'm Gone         | 3 Doors Down                   | 17     |

### 2003
| Datum         | Titel                | Künstler         | Wochen |
| ------------- | -------------------- | ---------------- | ------ |
| 29. März      | Straight Out of Line | Godsmack         | 2      |
| 12. April     | Somewhere I Belong   | Linkin Park      | 1      |
| 19. April 19  | Like a Stone         | Audioslave       | 12     |
| 12. Juli      | Send the Pain Below  | Chevelle         | 2      |
| 26. Juli      | Headstrong           | Trapt            | 1      |
| 2. August     | Send the Pain Below  | Chevelle         | 2      |
| 16. August 16 | So Far Away          | Staind           | 14     |
| 22. November  | Weak and Powerless   | A Perfect Circle | 2      |
| 6. Dezember   | Still Frame          | Trapt            | 1      |
| 13. Dezember  | Away from Me         | Puddle of Mudd   | 3      |

### 2004
| Datum         | Titel                        | Künstler         | Wochen |
| ------------- | ---------------------------- | ---------------- | ------ |
| 3. Januar     | Numb                         | Linkin Park      | 3      |
| 14. Januar    | Figured You Out              | Nickelback       | 13     |
| 24. April     | Cold Hard Bitch              | Jet              | 8      |
| 19. Juni      | Slither                      | Velvet Revolver  | 9      |
| 21. August    | Just Like You                | Three Days Grace | 3      |
| 11. September | Breaking the Habit           | Linkin Park      | 3      |
| 2. Oktober    | Fall to Pieces               | Velvet Revolver  | 11     |
| 18. Dezember  | Vitamin R (Leading Us Along) | Chevelle         | 2      |

### 2005
| Datum         | Titel                      | Künstler     | Wochen |
| ------------- | -------------------------- | ------------ | ------ |
| 1. Januar     | Boulevard of Broken Dreams | Green Day    | 14     |
| 9. April      | Be Yourself                | Audioslave   | 7      |
| 28. Mai       | Happy?                     | Mudvayne     | 1      |
| 4. Juni       | Holiday                    | Green Day    | 3      |
| 25. Juni      | Remedy                     | Seether      | 5      |
| 30. Juli      | Best of You                | Foo Fighters | 4      |
| 27. August    | Remedy                     | Seether      | 3      |
| 17. September | Right Here                 | Staind       | 2      |
| 1. Oktober    | Photograph                 | Nickelback   | 7      |
| 19. November  | Save Me                    | Shinedown    | 12     |

### 2006
| Datum         | Titel                | Künstler              | Wochen |
| ------------- | -------------------- | --------------------- | ------ |
| 11. Februar   | Animals              | Nickelback            | 6      |
| 25. März      | Speak                | Godsmack              | 6      |
| 6. Mai        | Dani California      | Red Hot Chili Peppers | 12     |
| 29. Juli      | Animal I Have Become | Three Days Grace      | 7      |
| 16. September | Through Glass        | Stone Sour            | 7      |
| 4. November   | Land of Confusion    | Disturbed             | 3      |
| 25. November  | The Pot              | Tool                  | 4      |
| 23. Dezember  | Pain                 | Three Days Grace      | 13     |

### 2007
| Datum        | Titel              | Künstler          | Wochen |
| ------------ | ------------------ | ----------------- | ------ |
| 24. März     | Breath             | Breaking Benjamin | 7      |
| 12. Mai      | What I’ve Done     | Linkin Park       | 8      |
| 7. Juli      | I Don't Wanna Stop | Ozzy Osbourne     | 5      |
| 11. August   | Paralyzer          | Finger Eleven     | 1      |
| 18. August   | Never Too Late     | Three Days Grace  | 7      |
| 6. Oktober   | The Pretender      | Foo Fighters      | 6      |
| 17. November | Fake It            | Seether           | 14     |

Platz eins der Jahrescharts belegte das Lied Forever von der Band Papa Roach. Im April 2007 erreichte das Lied in den wöchentlichen Charts Platz zwei.

### 2008
| Datum            | Titel                    | Künstler                        | Wochen |
| ---------------- | ------------------------ | ------------------------------- | ------ |
| 23. Februar      | Psycho                   | Puddle of Mudd                  | 9      |
| 26. April        | It's Not My Time         | 3 Doors Down                    | 3      |
| 17. Mai          | Inside the Fire          | Disturbed                       | 14     |
| 23. August       | Devour                   | Shinedown                       | 3      |
| 13. September    | Bad Girlfriend           | Theory of a Deadman             | 1      |
| 20. September 20 | The Day That Never Comes | Metallica                       | 2      |
| 4. Oktober       | Bad Girlfriend           | Theory of a Deadman             | 1      |
| 11. Oktober      | The Day That Never Comes | Metallica                       | 7      |
| 29. November     | Rock ’n’ Roll Train      | AC/DC                           | 3      |
| 20. Dezember     | I Don't Care             | Apocalyptica feat. Adam Gontier | 1      |
| 27. Dezember     | Second Chance (2009)     | Shinedown                       | 10     |

### 2009
| Datum         | Titel                   | Künstler          | Wochen |
| ------------- | ----------------------- | ----------------- | ------ |
| 7. März       | Something in Your Mouth | Nickelback        | 4      |
| 4. April      | Cyanide                 | Metallica         | 2      |
| 18. April     | Lifeline                | Papa Roach        | 6      |
| 30. Mai       | Know Your Enemy         | Green Day         | 3      |
| 20. Juni      | Sound of Madness        | Shinedown         | 3      |
| 11. Juli      | New Divide              | Linkin Park       | 8      |
| 5. September  | Champagne               | Cavo              | 1      |
| 12. September | Whiskey Hangover        | Godsmack          | 3      |
| 3. Oktober    | Check My Brain          | Alice in Chains   | 8      |
| 28. November  | I Will Not Bow          | Breaking Benjamin | 2      |
| 12. Dezember  | Break (2010)            | Three Days Grace  | 11     |

## Künstler mit den meisten Nummer-eins-Hits
| Anzahl | Künstler         |
| ------ | ---------------- |
| 7      | Nickelback       |
| 5      | 3 Doors Down     |
| 5      | Godsmack         |
| 5      | Linkin Park      |
| 5      | Puddle of Mudd   |
| 5      | Three Days Grace |
| 4      | Metallica        |
| 4      | Shinedown        |

| Anzahl | Künstler              |
| ------ | --------------------- |
| 3      | Green Day             |
| 3      | Red Hot Chili Peppers |
| 3      | Staind                |
| 2      | AC/DC                 |
| 2      | Audioslave            |
| 2      | Breaking Benjamin     |
| 2      | Chevelle              |
| 2      | Creed                 |

| Anzahl | Künstler        |
| ------ | --------------- |
| 2      | Disturbed       |
| 2      | Foo Fighters    |
| 2      | Seether         |
| 2      | Trapt           |
| 2      | Velvet Revolver |